# Contra tot risc
Contra tot risc (títol original: Against All Odds), estrenada l'any 1984, és una pel·lícula dirigida per Taylor Hackford el guió de la qual va ser escrit per Eric Hughes. La pel·lícula explica la història d'un jugador de futbol americà despatxat i contractat per un amic per trobar la seva companya desapareguda que no és altra que la filla de la propietària de l'equip de futbol en el qual jugava. Quan troba aquesta noia, s'enamora… Ha estat doblada al català.

## Argument
Terry Brogan acaba de ser despatxat de l'equip de futbol dirigit per la riquíssima Mrs Wyler. Jake Wise, un vell conegut, li encarrega de trobar la traça de Jessie, la filla de Mrs Wyler, desapareguda després d'una forta disputa. Troba la jove hereva a Mèxic i és el començament d'un gran amor. L'entrenador de l'equip, per ordre de Wise, marxa a buscar-los i els sorprèn en el seu amagatall.

## Repartiment
- Jeff Bridges: Terry Brogan
- Rachel Ward: Jessie Wyler
- James Woods: Jake Wise
- Richard Widmark: Ben Caxton
- Saul Rubinek: Steve Kirsch
- Alex Karras: Hank Sully
- Swoosie Kurtz: Edie
- Dorian Harewood: Tommy
- Pat Corley: Ed Phillips
- Bill McKinney: L'entrenador mental
- Jane Greer: la Sra. Wyler
- Kid Creole: Ell mateix

## Banda original
La banda original de la pel·lícula està formada de diverses cançons interpretades per diferents artistes i de la música original composta per Larry Carlton i Michel Colombier.
La cançó Against All Odds (Take a Look at Me Now) interpretada per Phil Collins té un important èxit internacional, classificant-se al capdavant del Billboard Hot 100 als Estats Units.
Permet a Phil Collins d'assolir el 1985 el Grammy Award del millor cantant pop i de ser nominat pel Grammy Award de la cançó de l'any, mentre que el album de la banda original obté igualment una nominació en la seva categoria.

### Llista dels títols
1. Against All Odds (Take a Look at Me Now), interpretat per Phil Collins - 3:23 (Phil Collins)
2. Violet and Blue, interpretat per Stevie Nicks - 5:03 (Stevie Nicks)
3. Walk Through the Fire, interpretat per Peter Gabriel - 3:59 (Peter Gabriel)
4. Balcony, interpretat per Big Country - 3:56 (Stuart Adamson)
5. Making a Big Mistake, interpretat per Mike Rutherford - 3:45 (Mike Rutherford)
6. My Male Curiosity, interpretat per Kid Creole and the Coconuts - 4:39 (August Darnell)
7. The Search (Main Title Theme), interpretat per Larry Carlton & Michel Colombier - 3:33 (Michel Colombier)
8. El Solitario, interpretat per Larry Carlton & Michel Colombier - 2:35 (Michel Colombier)
9. Rock and Roll Jaguar, interpretat per Larry Carlton & Michel Colombier - 2:17 (Michel Colombier)
10. For Love Alone, interpretat per Larry Carlton - 3:00 (Larry Carlton)
11. The Race, interpretat per Larry Carlton - 2:36 (Larry Carlton)
12. Murder of ha Friend, interpretat per Larry Carlton & Michel Colombier - 6:11(Michel Colombier)